# Teldec

Logo der TELDEC, um 1990

Die Teldec Schallplatten GmbH war ein Tochterunternehmen des AEG-Konzerns und zählte jahrzehntelang zu den größten und traditionsreichsten deutschen Schallplattenherstellern.

## Anfänge in der Weimarer Zeit
Anfang der 1920er Jahre war die Telefunken Gesellschaft für drahtlose Telegraphie m.b.H. maßgeblich am Aufbau der ersten deutschen Rundfunksender beteiligt und begann mit der Fertigung von Rundfunkgeräten für den Endverbraucher. Im Jahre 1930 präsentierte das Unternehmen unter dem Namen „Arcofar“ das erste Kombinationsgerät aus Radioempfänger und elektrischem Plattenspieler; angesichts der Marktchancen dieser neuen Technik reifte bei der Telefunken-Gesellschaft das Bedürfnis nach einem Einstieg in die Schallplattenbranche.
Die entsprechende Chance bot sich, als Anfang 1932 nach kaum dreijähriger Daseinsfrist die Deutsche Ultraphon AG, ein mittelgroßes Plattenunternehmen mit niederländischer Konzernzugehörigkeit, in Insolvenz geriet und einen Käufer suchte. Die AEG und Siemens & Halske als Telefunken-Muttergesellschaften übernahmen im März 1932 die Deutsche Ultraphon und siedelten die solchermaßen eingekaufte Schallplattenproduktion organisatorisch bei Telefunken an, die ihrerseits im Juli 1932 als Tochterunternehmen die Telefunkenplatte G.m.b.H. gründete. Die Missstände, die Ultraphon in den Konkurs getrieben hatten, insbesondere die Verflechtung mit zahlreichen branchenfremden Unternehmen, wurden beseitigt. Man übernahm jedoch den künstlerischen Leiter Herbert Grenzebach und unterstützte dessen Entwicklungsarbeiten im Bereich der Aufnahmetechnik. Die vielen prominenten Künstler, die die Deutsche Ultraphon unter Vertrag genommen hatte, setzten größtenteils ihre Tätigkeit bei Telefunken fort. In einer Zeit, die für zahllose kleine und mittlere Plattenunternehmen den wirtschaftlichen Untergang brachte, entwickelte sich Telefunken mit erstaunlicher Geschwindigkeit zu einem der drei führenden deutschen Musikkonzerne; die hohe technische und künstlerische Qualität der Platten verhalfen dem Label zu einem treuen Kundenstamm.

## Aufstieg zum führenden Plattenkonzern während des Nationalsozialismus
Der politischen Entwicklung zollte man 1933 durch die Aufnahme einiger Propaganda-Titel in das Katalogprogramm Tribut. Unter dem Motto „Deutsche Musik“ erschien die neue Staatshymne, das Horst-Wessel-Lied, ebenso wie Marschlieder aus der „Kampfzeit der Bewegung“. Wirtschaftliche Gesichtspunkte gaben 1934 den Ausschlag für die Einführung der mit 1,60 Reichsmark sehr preiswerten Telefunken Musikus-Serie mit volkstümlichem bis swingendem Repertoire. Damit übernahm die Firma als einziges deutsches Plattenlabel die in den 1930er Jahren in den USA zeitgleich weitverbreitete Werbeidee, Platten aus brauner statt schwarzer Pressmasse herzustellen; bei diesen Produkten handelt es sich entgegen landläufiger Meinung im Übrigen um normale Schellackplatten und nicht um Pressungen aus Ersatzstoffen. Das bis 1938 verwendete braune Pressmaterial war aber billiger und qualitativ etwas schlechter als die normalen Plattenausgaben, die für Preise ab 2,00 RM unter dem Label Telefunken – Die deutsche Weltmarke bis 1943 erschienen. Die Musikus-Serie wurde dagegen bereits 1939 kriegsbedingt eingestellt.
Da Telefunken nicht über entsprechende Kapazitäten verfügte, entstand ein erheblicher Teil der Telefunken-Platten als Lohnpressungen bei der Deutschen Grammophon in Hannover, mit der Telefunken entsprechende Vereinbarungen getroffen hatte; trotz mehrerer entsprechender Anläufe scheiterte Mitte der 1930er-Jahre allerdings der Versuch, beide Konzerne zu fusionieren.
Telefunken produzierte in den Jahren der NS-Herrschaft ein im Rahmen des Möglichen relativ liberales Programm an Unterhaltungsmusik: mit Heinz Wehner und seinem „Telefunken-Swing-Orchester“ leistete sich die Firma eine Swing-Band amerikanischer Prägung; von 1936 bis 1939 hatte sie daneben den Schweizer Swing-Musiker Teddy Stauffer mit seinen „Original Teddies“ unter Vertrag. Durch Matrizenaustausch mit dem französischen und dem tschechischen Ultraphon-Label gelangten unter anderem Titel von Jazz-Größen wie Django Reinhardt, Jaroslav Ježek, Kamil Běhounek, Fud Candrix, Stan Brenders und Eddie Tower in Deutschland zur Veröffentlichung.
Der Ausbruch des Zweiten Weltkriegs brachte das Unternehmen zunächst in eine unerwartet günstige Position, da die Ultraphon-Niederlassungen in Paris und Prag unter der deutschen Besatzung an Telefunken übergeben wurden. Dadurch verfügte die Firma über Presswerke, die vor Bombenangriffen weitgehend sicher und nicht vom Rohstoffnachschub abgeschnitten waren, was gegenüber den anderen deutschen Plattenkonzernen einen großen Vorteil darstellte – ein erheblicher Teil der Telefunken-Platten für den deutschen Markt wurde nun im Protektorat Böhmen und Mähren gepresst, und die Produktion konnte noch aufrechterhalten werden, als der Luftkrieg im Zweiten Weltkrieg an Stärke zunahm: noch im September 1944 lieferte das Prager Werk eine Monatsproduktion von 53.000 Platten. Kurz vor Kriegsende gelang es den Telefunken-Konzernchefs, die Bestände an Pressmatrizen aus Prag und Berlin in einen Bergwerksstollen bei Dresden auszulagern, wo sie den Zusammenbruch des Regimes unversehrt überstanden.

## Strukturelle Veränderungen nach 1945
Bereits wenige Monate nach Kriegsende wurden die Matrizen auf Veranlassung von Grenzebach zurück nach Berlin transportiert, wo Telefunken in einem mit Pressen ausgestatteten Werk der AEG in Hennigsdorf die Plattenherstellung wieder aufnahm. Zunächst wurden mit alliierter Erlaubnis nur Neuauflagen von Vorkriegstiteln produziert; erst im Juli 1947 wurde die Aufnahmetätigkeit wieder aufgenommen.
1948 eröffnete die Telefunken Schallplatten GmbH in Nortorf eine Plattenfirma in einer ehemaligen Lederfabrik, die mit einer ehemaligen Lederpresse Schallplatten herstellte. Mitte der 1960er Jahre beschäftigte die Firma rund 1000 Mitarbeiter. Hier wurden unter anderem Goldene Schallplatten für Peter Maffay (So bist du, 1979) und Elvis Presley (1958 mit Gravierfehler Presly) hergestellt. Bis zur Schließung 1989 waren in dem Werk rund 850 Millionen Schallplatten gepresst worden. Im gleichen Jahr wurde in Nortorf ein Schallplattenmuseum gegründet. Zu sehen sind rund 32.000 Schallplatten und verschiedene Abspielgeräte.
Telefunken beschränkte sich bei der Vermarktung der Platten nicht auf die Westzonen: bis etwa 1949 lieferte ein eigenes Zweigwerk in Erfurt Pressungen für die Sowjetische Besatzungszone. 1948 gelang Telefunken der Abschluss eines Matrizenaustausch-Vertrags mit der US-Firma Capitol Records. 1950 vereinbarte das Unternehmen mit dem britischen Traditionsunternehmen Decca Records eine intensive Zusammenarbeit: Telefunken gliederte die Schallplattenproduktion aus dem eigenen Konzernverbund aus und überführte sie in die neu gegründete TELDEC Telefunken-Decca Schallplatten GmbH mit Sitz in Hamburg. Die britische Decca verfügte zu fraglicher Zeit über eine Tochtergesellschaft in der Schweiz, die ihrerseits einige Schlagerstars jener Tage unter Vertrag genommen hatte, darunter Hans Albers, Vico Torriani und Lys Assia. Die entsprechenden Aufnahmen gelangten nun in Deutschland auf Telefunken-Platten zur Veröffentlichung und verhalfen dem Unternehmen zu einem rasanten Wiederaufstieg: schon 1950 erreichte der Plattenausstoß wieder das Volumen von 1935, und Telefunken eroberte hinsichtlich des Tonträgerverkaufs den nach Polydor-Grammophon zweiten Platz auf dem deutschen Markt. 1951 etablierte Teldec das Decca-Label zusätzlich zu Telefunken als zweite deutsche Marke, wobei offenbar keine klare inhaltliche Abgrenzung erfolgte. Interessant ist die bei Telefunken in jenen Jahren besonders umfangreiche Auftragsproduktion von Werbeplatten und anderen Pressungen unter Fremdlabels (z. B. Christophorus für sakrale Musik). Unter dem Reihennamen Wort und Stimme unterhielt man zudem ein umfangreiches Sprechplattenprogramm. 1953 brachte Teldec als erstes Unternehmen in Deutschland Vinyl-Singles mit 45 Umdrehungen auf den Markt.

Schellackplatte von Decca (1953) in einer Firmen-Lochhülle
Single von Telefunken (1958)
Single von Decca (1962)
Single von Decca (1966)

## Der Bereich E-Musik
Seit den 1950er Jahren entstanden zahlreiche Klassikaufnahmen mit deutschen (Bamberger Symphoniker, Berliner Symphoniker, Berliner Philharmoniker, Philharmonisches Staatsorchester Hamburg u. a.) und internationalen Orchestern (z. B. Orchestre Symphonique de la Radiodiffusion Nationale Belge). Zu den unter Vertrag genommenen Dirigenten gehörten vor allem Joseph Keilberth, Artur Rother und Franz André. Die US-amerikanische Violinistin Joan Field spielte für Telefunken die großen Violinkonzerte von Bruch, Dvořák, Mendelssohn, Mozart und Spohr ein. Einen Schwerpunkt im E-Musik-Katalog der Teldec nahm der Bereich der Alten Musik in historischer Aufführungspraxis ein, die ab 1958 unter dem eigenen Sub-Label Das Alte Werk vermarktet wurde. Ab 1964 entstanden die ersten Aufnahmen mit dem Dirigenten Nikolaus Harnoncourt, der mit dem von ihm gegründeten Concentus Musicus Wien und später mit anderen Orchestern zu einem der Schwerpunktkünstler des Labels wurde. Eines der größten Projekte dieses Bereichs war die mehrfach mit Schallplattenpreisen ausgezeichnete erste Gesamtaufnahme der Bachkantaten, die von 1970 bis 1989 gemeinsam vom Concentus Musicus Wien unter Nikolaus Harnoncourt sowie vom Leonhardt-Consort unter Gustav Leonhardt zusammen mit verschiedenen Solisten und Chören eingespielt wurden. In der Reihe Das Alte Werk erschienen zusätzlich verschiedene Opern, darunter die Ersteinspielungen der rekonstruierten Fassungen von Monteverdis Opern L’Orfeo, Il ritorno d’Ulisse in patria und L’incoronazione di Poppea mit dem Concentus Musicus unter Harnoncourt. Die Aufführungen des Zürcher Monteverdi- und des Mozart-Zyklus unter Harnoncourt erschienen bei Teldec.
Ein Projekt der 1980er Jahre war die Ersteinspielung der Urfassungen der Sinfonien Anton Bruckners mit dem RSO Frankfurt unter der Leitung von Eliahu Inbal als Coproduktion mit dem Hessischen Rundfunk.

## Entwicklung in der Bundesrepublik

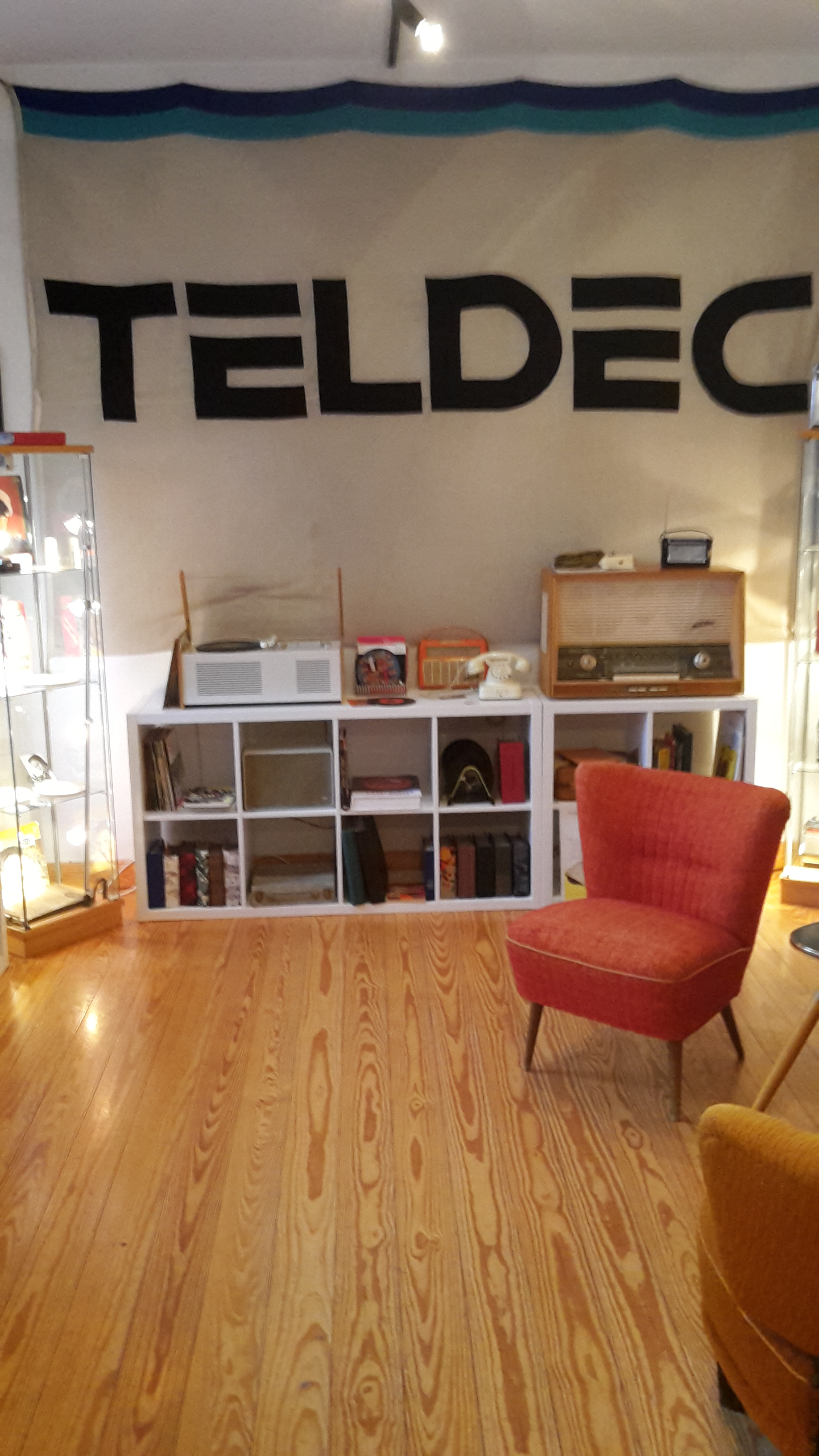
Ausstellungsraum im Museum Nortorf

TELDEC blieb jahrzehntelang als unabhängiger Plattenkonzern bestehen. 1983 zogen sich die Mutterkonzerne Telefunken und Decca-GB aus der Teldec zurück. Seit 1987 gehörte die Firma zum Medienimperium des Time-Warner-Konzerns, der die Markennamen Teldec und Telefunken vereinzelt noch immer für CD-Produktionen verwendete. 1990 wurde die Teldec in den Katalog von East West Records eingegliedert, die zu diesem Zeitpunkt von Time-Warner übernommen wurden. Das Presswerk für CDs und Musikkassetten in Nortorf in Schleswig-Holstein sollte von Time Warner 1997 geschlossen werden. Im Rahmen eines Management-Buy-outs führten die bis dahin tätigen Betriebsleiter das CD-Presswerk unter der Firmierung OK Media weiter. Seit 2001 wurden dort DVDs gefertigt sowie seit 2005 Speicherkarten beschrieben, bis das Unternehmen Anfang 2009 für den Standort in Nortorf Insolvenz anmeldete und lediglich die Verwaltung und später auch wieder die Logistik am ursprünglichen Standort verblieben. Zwischenzeitlich sind diese Bereiche nach Hohenwestedt gezogen. Am ursprünglichen Standort steht jetzt ein Einkaufszentrum, und lediglich das ehemalige Verwaltungsgebäude mit der berühmten Schallplattenuhr erinnert an die ehemalige Nutzung.
2001 fusionierten die zwei Konzerne AOL und Time Warner. Zum Jahresende 2001 wurde das Label TELDEC vom neu entstandenen Mutterkonzern AOL Time Warner für Neuproduktionen geschlossen. Die zunehmend schwierigere wirtschaftliche Lage der Plattenfirmen durch sinkende Umsätze, das Platzen der Internet-Blase im Jahr 2000 und verschiedene Sparmaßnahmen des Mutterkonzerns waren vermutlich ausschlaggebende Faktoren für diese Entwicklung. Zahlreiche Künstlerverträge wurden aufgelöst. Einige wenige Musiker konnten unter dem Label Warner Music weiterhin Musikproduktionen veröffentlichen. Ältere Aufnahmen aus dem E-Musik-Bereich werden bis heute von Warner Music unter den Labels Teldec und Das Alte Werk vermarktet. Das Teldec-Tonstudio in Berlin wurde in Teldex umbenannt und führt seine Geschäfte seit 2002 als eigenständiges Tonstudio weiter.

## Der TELDEC-Vertrieb 1950–1988
Teldec war besonders in den 1960er-Jahren und in der ersten Hälfte der 1970er-Jahre entscheidend daran beteiligt, vor allem amerikanische Künstler in Deutschland zu etablieren. Als Vertrieb der US-amerikanischen Plattenlabels RCA und Warner Bros. sowie der britischen Labels Decca und London Records nahm TELDEC in Deutschland eine führende Rolle sowohl als Vertrieb als auch als Hersteller von Schallplatten ein. Im eigenen Presswerk in Nortorf wurden sämtliche Tonträger, die TELDEC bis 1988 vertrieb, auch hergestellt.

### Telefunken (1950–1988)
Das deutsche Traditionslabel konnte 1950 mit Lys Assia und Vico Torriani die zwei ersten Schlagerstars in das neu gegründete Unternehmen einbringen. In den folgenden 20 Jahren waren jedoch vor allem Volksmusikkünstler wie Maria Hellwig, Ernst Mosch oder Slavko Avsenik und seine Original Oberkrainer stete Umsatzbringer. Mit Renate Holm, Ronny und Manuela konnte die Telefunken über die Jahre immer wieder mit Erfolgen deutschsprachiger Künstler punkten. Ab 1971 veröffentlichte Peter Maffay seine Schallplatten bei Telefunken.
Weitere Musiker waren u. a. Gitta Lind, Erich Kleiber, Max Rostal, Béla Sanders, Sylvia Dahl, Evelyn Künneke, Nicolaus Harnoncourt, Ulrich Roski, Truck Stop, Jürgen Marcus, UKW und Frank Duval.

### Capitol Records (1950–1956)
Telefunken vertrieb das noch junge US-Label bereits seit Ende 1948 in Deutschland. Mit der Gründung der TELDEC ging Capitol Records in deren Vertrieb über. Darüber hinaus konnte man sich die Label-Lizenz für die Absatzmärkte Österreich, Schweiz, Skandinavien, Holland und Frankreich sichern. Zusätzlich war es möglich auf das Capitol-Repertoire der Decca, die das Label in Großbritannien vertrieb, zugreifen. Die TELDEC veröffentlichte somit eine ganze Reihe Musiker aus den Genres Jazz, Blues und Country erstmals in Europa. Neben dem ganz frühen Miles Davis befanden sich Musiker wie Benny Goodman, Stan Kenton und Nat King Cole, aber auch Leadbelly, Peggy Lee, Johnny Mercer, Mel Tormé und auch Frank Sinatra sowie das Ehepaar Les Paul und Mary Ford im Portfolio von Capitol. 1956 kaufte die britische EMI Capitol Records, wodurch der Vertriebsvertrag mit TELDEC beendet und in Deutschland ab 1957 von der Carl Lindström GmbH und deren Label Electrola übernommen wurde.

### Decca (1951–1980)
Der englische Teil des Joint Ventures mit Telefunken konnte zunächst vor allem mit Künstlern aus dem Bereich Klassik punkten. Neben Mantovani muss man hier Wilhelm Backhaus, Georg Solti, Karl Böhm und Friedrich Gulda erwähnen. Aus dem Unterhaltungsbereich brachte das Label Vera Lynn und später auch Tom Jones und Lulu über den Kanal nach Deutschland. Deutsche Musiker, die unter dem Decca-Label veröffentlichten, waren neben Hans Albers und Will Glahé vor allem Caterina Valente, Hildegard Knef, die Les Humphries Singers und Drafi Deutscher.
In den 1960ern waren es aber vor allem die Rolling Stones, die der TELDEC bis 1970, als die Band das Label verließ, in Deutschland gute Umsätze bescherten. Zudem durfte TELDEC deren Decca-Repertoire noch bis in die 1980er Jahre hinein weiter vermarkten und so z. B. Lizenzen an das staatliche DDR-Label Amiga vergeben. Dazu kamen ab Mitte der 1960er-Jahre Rockbands wie The Small Faces, The Moody Blues, The Alan Price Set, The Animals, John Mayall, Ten Years After und auch The Zombies. Außerdem begann 1971 eine zehnjährige Zusammenarbeit mit Udo Lindenberg.
Decca wurde im Januar 1980 an PolyGram verkauft, womit das Joint Venture mit Telefunken beendet wurde. Trotzdem durfte TELDEC aufgrund einer Sonderregelung das Repertoire noch eine Zeit lang weiter auswerten.

#### London Records (1951–1980)
London Records kam als Sublabel der Decca in den Vertrieb der TELDEC. Das Label wurde ursprünglich als US-Zweig der britischen Firma gegründet, um in Amerika ihr Programm zu veröffentlichen. Gleichzeitig verpflichtete das Label aber auch US-Musiker, die somit erstmals in Europa einen Absatzmarkt fanden. Hier taten sich die Labelmacher mit Blues und Jazz hervor, brachten aber auch den Rock'n'Roll nach Europa. Mit Bill Haley, Jerry Lee Lewis, Chuck Berry und Little Richard wurden in Deutschland zunächst aber nur geringe Umsätze erzielt. In den 1960er-Jahren waren es neben Billy Vaughn vor allem die verschiedenen Phil-Spector-Produktionen (The Ronettes, The Crystals) und Roy Orbison, die das Label auch in Deutschland zum Erfolg führten.
In den 1970er-Jahren verlor das Label jedoch stark an Bedeutung und wurde 1980 gemeinsam mit der Mutterfirma an die PolyGram verkauft. Weitere Musiker waren u. a. Ma Rainey, Ida Cox, Blind Lemon Jefferson, Louis Armstrong, Fats Waller, Floyd Cramer, Carl Perkins, Pat Boone, Fats Domino, Ray Charles, Ike & Tina Turner, Herb Alpert und Al Green.

#### Deram (1967–1980)
Das Decca-Sublabel für progressive Rockmusik fügte dem Repertoire der TELDEC eine ganze Reihe neuer und populärer Musiker hinzu. Mit Procol Harums Debütalbum, dem frühen Material von Cat Stevens, den Moody Blues, Amen Corner, The Move, Keef Hartley oder East Of Eden konnte man erfolgreich eine ganz neue Käuferschicht ansprechen.

### RCA Victor (1956–1977)
Mit RCA konnten die Hamburger ein bereits damals traditionsreiches US-Label in ihr Portfolio aufnehmen. RCA war bis dahin am Markt in Europa kaum vertreten. Man gründete die TELDEC-RCA-Group, die neben Deutschland auch für die Absatzmärkte Österreich, Schweiz, Schweden, Norwegen, Finnland, Holland, Belgien und Luxemburg verantwortlich war. TELDEC versorgte all diese Märkte und veröffentlichte die Schallplatten zunächst unter dem Labelnamen RCA, ab 1963 unter RCA Victor.
Mit RCA kam auch Elvis Presley nach Deutschland. Auch wenn die TELDEC-Verantwortlichen mit seiner Musik zunächst wenig anfangen konnten, wurde er neben den Rolling Stones zum umsatzstärksten Musiker des Unternehmens. Doch RCA konnte den deutschen Musikmarkt auch mit einem breiten Spektrum an Klassikaufnahmen bereichern. Musiker wie Arturo Toscanini, Jascha Heifetz, Artur Rubinstein und Leopold Stokowski ergänzten das schon recht gute Klassikprogramm der TELDEC. Das Repertoire an Country-Musik fand in Deutschland zunächst kaum Beachtung. Erst in den 1960er-Jahren konnte die TELDEC Musiker wie Waylon Jennings, Willie Nelson, Don Gibson, Hank Snow oder Jim Reeves etablieren, während sich Popmusiker wie Paul Anka, Neil Sedaka, Duane Eddy, Rita Pavone oder Peggy March bereits in den deutschen Hitparaden festgesetzt hatten.
In dem immer populärer werdenden Bereich der Rockmusik trat RCA schließlich mit Bands und Musikern wie Jefferson Airplane, The Youngbloods, Lou Reed, David Bowie oder The Sweet erfolgreich auf. Weitere Verkaufserfolge erzielte man mit José Feliciano, John Denver, George McCrae oder der dänischen Sängerin Gitte.
1977 wurde die RCA Schallplatten GmbH mit Sitz in Hamburg gegründet und TELDEC verlor den Vertrieb des Labels, konnte die RCA-Produkte zunächst jedoch weiter in Nortorf fertigen.

### Warner Bros. Records (1960–1971)
Außer den Everly Brothers hatte das zwei Jahre zuvor gegründete US-Label 1960 noch nicht viel an erfolgreichem Material zu bieten. Mit Musikern wie Bill Haley, Bob Luman, Connie Stevens, John Buck And His Blazers, Peter, Paul & Mary, Buddy Cole oder auch Van Morrison konnte man in Deutschland nur beschränkt Fuß fassen.
1963 kaufte Warner Bros. das von Frank Sinatra 1960 gegründete Label Reprise Records, was TELDEC nicht nur den amerikanischen Sänger zurück ins Repertoire brachte, sondern auch mit Musikern wie Dean Martin, Sammy Davis, Jr., Trini Lopez, Nancy Sinatra, Lee Hazlewood und später auch Neil Young, Frank Zappas Mothers of Invention oder, aus England, Family gute Umsätze in Deutschland bescherte.
Als Warner Bros. 1967 das Label Atlantic Records übernahm, blieb der bestehende Vertriebsvertrag mit der Metronome für Deutschland zwar bestehen, die Fertigung wurde jedoch fortan von TELDEC übernommen.
1971 verlor TELDEC den Vertriebsvertrag mit Warner Bros., die Tonträger wurden jedoch bis in die zweite Hälfte der 1970er-Jahre weiterhin bei TELDEC in Nortorf gefertigt.

### MCA Records (1965–1969 / 1970–1976)
1962 hatte die amerikanische Firma MCA den US-Zweig der britischen Decca übernommen und dessen Repertoire in Europa unter dem Namen Coral Records vertrieben. Mit diesem Label kamen nun auch Musiker wie Xavier Cougat oder Rick Nelson in die deutschen Plattenläden. Über das Label UNI konnte Neil Diamond in Deutschland seine Musik anbieten und über MCA selbst hatten sich Bands wie Wishbone Ash oder auch Matthews’ Southern Comfort in Deutschland einen Markt erobern können.
MCA Records hatte aber auch eine große Auswahl an Filmsoundtracks im Programm. Neben Easy Rider muss man hier vor allem die äußerst populären Doppelalben zum Musical Jesus Christ Superstar, sowohl der regulären Veröffentlichung 1970 als auch dessen Verfilmung drei Jahre später, hervorheben.
MCA Records verließ zum Ende des Jahres 1969 den TELDEC-Vertrieb, um ihre Produkte fortan durch die Firma Miller International in Deutschland vertreiben zu lassen. Doch das Billiglabel konnte die Erwartungen der Amerikaner nicht erfüllen und bereits am 1. Oktober 1970 hatte die TELDEC MCA erneut unter ihrem Dach. Ab Januar 1977 übernahm den MCA-Vertrieb schließlich die Hamburger Metronome.

### Weitere Labels im TELDEC-Vertrieb
Den Verlust der großen Labels wie RCA und MCA in der zweiten Hälfte der 1970er-Jahre versuchte man bei TELDEC durch Verträge mit kleinen, z. T. unabhängigen Labels zu kompensieren. So sicherte man sich z. B. die Vertriebsrechte des Ahorn-Labels von Achim Reichel (Novalis, Stefan Waggershausen), veröffentlichte auf Pool DDR-Bands wie die Puhdys, City oder Karat und präsentierte dem deutschen Schallplattenkäufer über das britische Stiff-Label recht erfolgreich Musiker wie Elvis Costello oder Ian Dury. Darüber hinaus schloss man Verträge mit den französischen Labels Vogue und Aquarius (Patrick Hernandez).
Weitere Labels waren u. a. Storyville, CNR, Creole Records (Peter Green), Pinnacle (Nick Straker), Rialto, Yep, Gryphon, Beserkley Records, H&L, Jupiter von Ralph Siegel, Ariston, Attic, Magnet (Chris Rea), Buddah, Uwe Tessnows Line Records, Repertoire und Zomba.
Dies alles brachte der TELDEC jedoch die früheren Erfolge nicht zurück. Allein mit dem österreichischen Label GIG, das die Tonträger von Falco veröffentlichte, stellte sich der Erfolg noch einmal kurzfristig ein.
Nach dem Ausstieg der Decca firmierte TELDEC ab 1980 auch als Label. Die TELDEC nahm Sängerinnen wie Stéphanie von Monaco, Sabrina, Brigitte Nielsen, La Toya Jackson oder auch Samantha Fox unter Vertrag, während das frühere Repertoire von Ernst Mosch, Heino oder Gotthilf Fischer nun gewinnbringend auf CD wiederveröffentlicht werden konnte.
Nach der Übernahme von TELDEC durch die WEA 1988 ging das Repertoire der TELDEC 1990 in dem eigens dafür reaktivierten Warner-Label EastWest Records auf. Auch einige Vertriebsverträge wurden von der WEA übernommen (z. B. Magnet Records, GIG).